# 阿黛拉伊德·拉比耶-吉亞爾

阿黛拉伊德·拉比耶-吉亞爾（Adélaïde Labille-Guiard、1749年4月11日—1803年4月24日）又名阿黛拉伊德·拉比耶-吉亞爾·德·韋爾圖斯（Adélaïde Labille-Guiard des Vertus），是一位法國細密畫畫家和肖像畫家。她倡導女性享有與男性同等的成為偉大畫家的機會。阿黛拉伊德·拉比耶-吉亞爾是第一批成為皇家藝術學院院士的女性之一，也是第一位獲准在羅浮宮為學生設立工作室的女性藝術家。

## 生平
1749年4月11日，阿黛拉伊德·拉比耶-吉亞爾出生於巴黎。她的父親克洛德-埃德梅·拉比耶（Claude-Edme Labille，1705–1788年）是一名服飾店商人。